# Красная Сосна (Москва)
Кра́сная Сосна́ — бывший дачный посёлок, вошедший в черту Москвы. Располагался по обеим сторонам Ярославского шоссе за Северянинским путепроводом.

## История
Дачный посёлок Красная Сосна возник в 1911 году вблизи одноимённого урочища Лосиного Острова. Земля, на которой образовался посёлок, ранее принадлежала селу Ростокину. Посёлок быстро рос: в 1920-е гг. в нём насчитывалось 18 улиц-линий. По состоянию на начало 1930-х посёлок был административно подчинён городу Лосиноостровску (с 1939 года Бабушкин), сохраняя статус посёлка. Вместе с Бабушкиным посёлок был включён в состав Москвы 18 августа 1960 года. Дачная застройка сохранялась до начала 1970-х гг., когда вдоль Ярославского шоссе был выстроен ряд многоэтажных домов, а южная часть территории посёлка вошла в промзону «Северянин».

## Современное состояние
Название посёлка сохраняется в наименовании улицы Красная Сосна. До 1986 года эта улица была 10-й линией Красной Сосны. На некоторых картах также указываются 6-я, 8-я, 12-я линии Красной Сосны, не присутствующие в Общемосковском классификаторе улиц. В конце 12-й линии сохранились бывшие дачные дома: дом 28 — Детский эколого-просветительский центр «Красная сосна», дом 31 — частный дом, дом 29 — лыжная база Военной академии РВСН им. Петра Великого (на табличке указан адрес «13-я линия Красной Сосны, 29»).